# Тавора (род)
Тавора (порт. Távoras) — один из древних дворянских родов Португалии.

## История
Род Тавора берёт начало с конца XI века, когда первым представителем этого рода стал дворянин Розендо Эрмингес. В последующие годы представители рода возвысились, а Альваро Приреш де Тавора (ум. после 1457 года) возвысился при короле Дуарте I, получив в качестве имений Могадуро, Мирандела и де Альфандега.
21 февраля 1611 года король Филипп II пожаловал Луишу Альваресу де Тавора (ок. 1590– ?) титул графа Сан-Жуан-да-Пескейра. После отделения Португалии, 8 августа 1669 года в правление короля Афонсу VI, его сын принц Педру пожаловал Луиша Альвареса де Тавору (1634—1672), вручив ему титул 1-й маркиз де Тавора.
4 февраля 1683 года младший брат Луиша, Франсишку (ок. 1646—1710) получил от короля Педру II титул граф Альвора. Объединение линий произошло в результате брака между Леонор Томасией де Тавора (1700—1759) и Франсишку де Ассиса де Тавора (1703—1759). В правление короля Жозе I представители рода были в оппозиции Себастьяну де Карвалью, который был самым влиятельным политиком в стране.
Когда в сентябре 1758 года на короля Жозе I было совершено неудачное покушение, супруги Тавора, два их сына, а также их родственники были обвинены в государственной измене и арестованы. 12 января 1759 года приговор суда приговорил членов дома Тавора к смертной казни. На следующий день приговор был произведён в исполнение, Леонор была обезглавлена, а её муж и два сына были колесованы. Владения и титулы Тавора, а также других казнённых дворян стали собственностью короны.

## Современность
Одним из современных представителей рода является Жозе Мария да Пьедаде де Ланкастр-э-Тавора (род. 1960), который носит титул 11-й маркиз Абрантес. Он является прямым потомком Мануэля Рафаэля де Тавора (1715—1789), младшего брата Франсишку де Ассиса де Тавора.